# Edrich Siebert
Edrich Siebert (eigenlijk: Stanley Smith-Masters) (Londen, 9 mei 1903 – Maidenhead, 19 december 1984) was een Brits componist, dirigent, fluitist en saxofonist.

## Levensloop
Siebert werd in 1917 lid van de Militaire kapel van het 2nd Cheshire-Regiment. Hij was fluitist en saxofonist in verschillende Britse militaire orkesten. Hij volgde een studie aan de Royal Military School of Music "Kneller Hall" in Twickenham en werd kapelmeester. Tot 1931 en later tijdens en na de Tweede Wereldoorlog tot 1946 dirigeerde hij diverse Britse militaire orkesten. Daarna was hij freelance componist. Hij woonde in Egham in het Runnymede (district).
Als componist was hij grotendeels autodidact. In zijn laatste jaren was hij erg populair in de brassband-wereld.

## Composities

### Werken voor harmonie- en fanfareorkest en brassband
- 1952 Three jolly sailorman, voor 3 trompetten (of cornets) en harmonieorkest
- 1972 Cum baya - African folk-song, voor brassband
- 1975 A Texas Lullaby ..., voor solo B cornet en brassband
- 1975 Joshua fought the Battle of Jericho, voor brassband
- 1977 The Bombastic Bombardon, voor Es-tuba en harmonie- en fanfareorkest
- 1977 Warriors Three, voor drie trompetten en harmonieorkest
- Amazing Grace, voor brassband
- Beatles Medley No. 1, voor brassband
- "Bees-a-Buzzin'", voor harmonieorkest
- Black and White Minstrel Show No. 1, selectie voor brassband
- Black and White Minstrel Show No. 2, selectie voor brassband
- Brass Band Boogie, voor brassband
- Brass Band Sketches, suite voor brassband
- Brass Tacks, voor brassband
- Delaware Waltz, voor harmonieorkest
- Fabulous 40s, selectie voor brassband
- Fanfare and Soliloquy, voor brassband
- Follow The Band, voor harmonieorkest
- Gipsey Wedding Dance, voor brassband
- Lazy Trumpeter, voor brassband
- March Of The Cobblers, voor harmonieorkest
- Marching Sergeants, voor brassband
- Melodies of Bert Bacharach, voor brassband
- Oh! What A Lovely War, voor brassband
- Over The Sticks, galop voor harmonieorkest
- Polished Brass, voor brassband
- Portsmouth Chimes
- Pyritechnics Wright, voor harmonieorkest
- Salute to Jolson, selectie voor brassband
- Serenata semplice
- Singalong No. 1, selectie voor brassband
- Sousarama, voor brassband
- The Bowery Waltz, voor brassband
- The Cucurumba
- The Ken Dod Selection, voor brassband
- The Queen's Guard,
- The Queen's Trumpeters
- The Rising Generation, voor brassband
- The Roaring 20s, voor brassband
- The Rover's Return
- Through the 30s, selectie voor brassband
- Tijuana Brass, selectie voor brassband
- Trumpet Major, voor harmonieorkest
- Vermont, mars

### Kamermuziek
- Biscuits, voor dwarsfluit en piano
- Latijns-Amerikaans album, voor trompet en orgel

## Publicaties
- A. J. Nosnikrap: Pseudonimity, in: The Musical Times, Vol. 126, No. 1706 (Apr., 1985), pp. 202-203